# Hell in a Cell (2021)
Hell in a Cell (2021) – gala wrestlingu wyprodukowana przez federację WWE dla zawodników z brandów Raw i SmackDown. Odbyła się 20 czerwca 2021 w Yuengling Center w Tampie w stanie Floryda. Emisja była przeprowadzana na żywo za pośrednictwem serwisu strumieniowego Peacock w Stanach Zjednoczonych i WWE Network na całym świecie oraz w systemie pay-per-view. Była trzynasta gala w chronologii cyklu Hell in a Cell.
Podczas gali odbyło się siedem walk, w tym jedna podczas pre-show. W walce wieczoru, Bobby Lashley obronił WWE Championship pokonując Drew McIntyre’a w Last Chance Hell in a Cell matchu. W innych ważnych walkach, Charlotte Flair pokonała Raw Women’s Champion Rheę Ripley przez dyskwalifikację dzięki czemu Ripley obroniła swój tytuł, Seth Rollins pokonał Cesaro oraz Bianca Belair pokonała Bayley w Hell in a Cell matchu broniąc SmackDown Women’s Championship.

## Produkcja
Hell in a Cell oferowało walki profesjonalnego wrestlingu z udziałem wrestlerów należących do brandów Raw i SmackDown. Oskryptowane rywalizacje (storyline’y) kreowane są podczas cotygodniowych gal Raw i SmackDown. Wrestlerzy są przedstawieni jako heele (negatywni, źli zawodnicy i najczęściej wrogowie publiki) i face’owie (pozytywni, dobrzy i najczęściej ulubieńcy publiki), którzy rywalizują pomiędzy sobą w seriach walk mających budować napięcie. Kulminacją rywalizacji jest walka wrestlerska lub ich seria.

### Wpływ COVID-19
W wyniku pandemii COVID-19, która zaczęła wpływać na branżę w połowie marca, WWE musiało zaprezentować większość swojego programu z zestawu bez udziału realnej publiczności. Początkowo programy telewizyjne Raw i SmackDown oraz pay-per-view odbywały się w WWE Performance Center w Orlando w stanie Floryda. Ograniczona liczba stażystów Performance Center oraz przyjaciół i członków rodzin wrestlerów została później wykorzystana jako publiczność na żywo. Pod koniec sierpnia programy WWE na Raw i SmackDown zostały przeniesione do bezpiecznej biologicznie bańki zwanej WWE ThunderDome, która odbywała się w Amway Center w Orlando. Wybrana publiczność na żywo nie była już wykorzystywana, ponieważ bańka pozwalała fanom uczestniczyć w wydarzeniach praktycznie za darmo i być widzianymi na prawie 1000 tablicach LED na arenie. Dodatkowo ThunderDome wykorzystał różne efekty specjalne, aby jeszcze bardziej wzmocnić wejścia wrestlerów, a dźwięk z areny został zmiksowany z chantami wirtualnych fanów. Po przyjęciu przez Amway Center. ThunderDome zostało przeniesione do Tropicana Field w St. Petersburgu w stanie Floryda w grudniu. W kwietniu 2021 roku ThunderDome zostało przeniesione do Yuengling Center w Tampie.
21 maja WWE ogłosiło, że będą opuszczać ThunderDome i wrócą do publiczności na żywo w środku lipca 2021. Tym samym Hell in a Cell było ostatnim pay-per-view z wirtualną publicznością o nazwie ThunderDome oraz Money in the Bank będzie pierwszym PPV z prawdziwą publicznością oraz poza stanem Floryda od Elimination Chamber w marcu 2020 roku.

### Rywalizacje
Na WrestleMania Backlash, Bobby Lashley pokonał Drew McIntyre’a i Brauna Strowmana w Triple Threat matchu i obronił WWE Championship. Następnej nocy na odcinku Raw, MVP i Lashley rzucili otwarte wyzwanie każdemu na Raw, z wyjątkiem McIntyre’a i Strowmana. Później w walce wieczoru okazało się, że wyzwaniem otwartym było zmierzenie się z Lashleyem, a nie walka o tytuł. Kofi Kingston z The New Day odpowiedział na wyzwanie i pokonał Lashleya dzięki rozproszeniu McIntyre’a. W następnym tygodniu WWE official Adam Pearce ogłosił walkę pomiędzy McIntyre’em i Kingstonem, w którym zwycięzca zmierzy się z Lashleyem o WWE Championship na Hell in a Cell, tylko po to, aby zakończyło się bez rezultatu po ingerencji Lashleya i MVP. Rewanż został zaplanowany na następny tydzień, gdzie jeśli Lashley i/lub MVP byli by w ringu lub ingerowali w walkę, Lashley zostałby zawieszony na 90 dni bez wynagrodzenia; McIntyre pokonał Kingstona, aby zdobyć kolejną walkę o tytuł przeciwko Lashleyowi na Hell in a Cell. Podczas podpisywania kontraktu na walkę, który odbył się 7 czerwca, walka stał się Hell in a Cell matchem z dalszym zastrzeżeniem, że będzie to ostatnia szansa McIntyre’a na WWE Championship tak długo, jak Lashley jest mistrzem.
Na WrestleMania Backlash, Rhea Ripley pokonała Charlotte Flair i Asukę, aby zachować tytuł Raw Women’s Championship. Następnej nocy na odcinku Raw, Flair skonfrontowała się z WWE officials Adamem Pearcem i Sonyą Deville, żądając na Ripley kolejnej szansy na tytuł mistrzowski, ponieważ Flair nie została przypięta w Triple Threat matchu. Pearce i Deville oświadczyli, że jeśli Flair wygra swoją walkę z Asuką, rozważą to. Jednak Flair przegrała walki dzięki odwróceniu uwagi Ripley. Jednak w następnym tygodniu Flair pokonała Asukę. Walka pomiędzy Ripley i Flair o tytuł została następnie zabookowana na Hell in a Cell.
Na WrestleMania Backlash, Bianca Belair pokonała Bayley i zachowała SmackDown Women’s Championship. Na następnym odcinku SmackDown, WWE official Sonya Deville zorganizowała paradę mistrzów, aby uczcić mistrzów SmackDown. Bayley przerwała, twierdząc, że nie została uznana za najdłużej panującą SmackDown Women’s Champion i stwierdziła, że Belair oszukiwała na Backlash, używając swoich włosów jako broni. 4 czerwca Belair wyzwała Bayley na rewanż na Hell in a Cell z tytułem na szali, a Bayley się zgodziła. Dwa tygodnie później Belair zmieniła stypulacje walki na Hell in a Cell match.
Podczas pierwszej nocy WrestleManii 37, Cesaro pokonał Setha Rollinsa. Na kolejnym odcinku SmackDown, Rollins wtrącił się i zaatakował Cesaro podczas jego walki, a Rollins oznajmił, że ich rywalizacja jeszcze się nie skończyła. Cesaro pokonał Rollinsa w rewanżu, który odbył się 7 maja, co zaowocowało także walką o Universal Championship przeciwko Romanowi Reignsowi na WrestleMania Backlash, którą Cesaro przegrał. Po walce o tytuł wyszedł Rollins i brutalnie zaatakował Cesaro, rozbijając mu ramię o stalowe krzesło. W kolejnym odcinku SmackDown, Cesaro próbował wyzwać Reignsa na rewanż o tytuł, ale Rollins ponownie zaatakował Cesaro, tym razem w wyniku czego Cesaro został wyniesiony na noszach. 18 czerwca zaplanowano kolejną walkę pomiędzy Cesaro i Rollinsem w Hell in a Cell.
Podczas drugiej nocy WrestleManii 37, Kevin Owens pokonał Samiego Zayna, któremu towarzyszył osobowość YouTube Logan Paul. Na następnym odcinku SmackDown, Zayn twierdził, że przegrał z Owensem, ponieważ był rozkojarzony, zastanawiając się, czy z Paulem wszystko w porządku. Zayn następnie wezwał Owensa na rewanż. Owens pokonał Zayna przez wyliczenie po tym, jak Zayn wycofał się z ringu, po czym Owens sprowadził Zayna z powrotem do ringu i wykonał na nim Stunner. Zayn nadal będzie przeszkodą dla Owensa przez następne kilka tygodni, a kolejna walka pomiędzy nimi została zaplanowana na Hell in a Cell.

#### Anulowana i przełożona walka
4 czerwca na odcinku SmackDown, The Usos (Jey Uso i Jimmy Uso) zmierzyli się z Reyem Mysterio i Dominikiem Mysterio o SmackDown Tag Team Championship, jednak walka zakończyła się kontrowersyjnym zakończeniem, w którym sędzia nie zauważył, że Jimmy miał swoje ramię w górę podczas przypięcia. Usos otrzymali rewanż później tej samej nocy, ale podczas rewanżu kuzyn Usosów i Universal Champioin, Roman Reigns, ingerował, atakując Mysteriosów, nie chcąc, aby Usos znowu zawstydzili się. Po walce, Reigns brutalnie zaatakował syna Reya Dominika, co Jimmy uznał, że Reigns posunął się za daleko, również pogłębiając napięcia między Reignsem a Jimmym. W następnym tygodniu Rey skonfrontował się z Reignsem i wyzwał go na walkę w Hell in a Cell, chcąc zemścić się na Reigns za to, co zrobił Dominikowi, i doszło do bójki. Następnego dnia w Talking Smack specjalny doradca Reignsa, Paul Heyman, przyjął wyzwanie Reya w imieniu Reignsa z Universal Championship na szali. Jednak 17 czerwca Rey napisał na Twitterze, stwierdzając, że nie chce czekać do niedzieli, i ogłoszono, że zamiast tego walka odbędzie się 18 czerwca na odcinku SmackDown, zaznaczając pierwszą walkę Hell in a Cell dla mieć miejsce w odcinku SmackDown; Reigns pokonał Reya w 16 minut, aby zachować tytuł.

## Wyniki walk
| Nr                                                                   | Wyniki                                                                    | Stypulacje                                                | Czas  |
| -------------------------------------------------------------------- | ------------------------------------------------------------------------- | --------------------------------------------------------- | ----- |
| 1P                                                                   | Natalya (z Taminą) pokonała Mandy Rose (z Daną Brooke) poprzez submission | Singles match                                             | 9:45  |
| 2                                                                    | Bianca Belair (c) pokonała Bayley                                         | Hell in a Cell match o WWE SmackDown Women’s Championship | 19:45 |
| 3                                                                    | Seth Rollins pokonał Cesaro                                               | Singles match                                             | 16:15 |
| 4                                                                    | Alexa Bliss pokonała Shaynę Baszler (z Nią Jax i Reginaldem)              | Singles match                                             | 7:00  |
| 5                                                                    | Sami Zayn pokonał Kevina Owensa                                           | Singles match                                             | 12:40 |
| 6                                                                    | Charlotte Flair pokonała Rheę Ripley (c) przez dyskwalifikację            | Singles match o WWE Raw Women’s Championship              | 14:10 |
| 7                                                                    | Bobby Lashley (c) (z MVP) pokonał Drew McIntyre’a                         | Last Chance Hell in a Cell match o WWE Championship       | 25:45 |
| (c) – mistrz/mistrzyni przed walkąP – walka miała miejsce w pre-show |                                                                           |                                                           |       |